# Rumänien i olympiska vinterspelen 1964
Rumänien deltog med 27 deltagare vid de olympiska vinterspelen 1964 i Innsbruck. Ingen av landets deltagare erövrade någon medalj.